# Alexander Loginov
Pour les articles homonymes, voir Loguinov.
Alexandr Loginov (en russe : Александр Викторович Логинов, Aleksandr Viktorovitch Loguinov, en anglais : Alexander Loginov), né le 31 janvier 1992 à Saratov, est un biathlète russe. Deuxième du classement général de la Coupe du monde 2018-2019, il est champion du monde de sprint en 2020 à Antholz-Anterselva et médaillé de bronze olympique sur le relais mixte à Pékin en 2022.

## Carrière
Après de nombreux titres et médailles gagnés aux Championnats du monde jeunes et juniors de 2010 à 2013, il crée la sensation lors de ses débuts en Coupe du monde sur de l'étape d'Holmenkollen en mars 2013 : il se classe en effet cinquième du sprint puis troisième de la poursuite. Loginov fait des Championnats d'Europe (moins de 26 ans) également sa spécialité, gagnant son premier titre à l'individuel en 2012, puis les trois titres en 2013.
Il participe aux Jeux olympiques à Sotchi en 2014 où il dispute seulement l'individuel. 
Peu avant le début de la saison 2014-2015, l'Union russe révèle qu'il a été contrôlé positif un an auparavant à un produit dopant par l'IBU, l'EPO. En application du règlement antidopage, il est disqualifié à la date du contrôle sur la totalité de la saison 2013-2014 qui suit et est suspendu deux ans, jusqu'au 25 novembre 2016. 
Lors de la saison de son retour, il dispute les Championnats du monde 2017 et obtient la médaille de bronze avec le relais mixte.
À la neuvième course de la saison 2018-2019, le 11 janvier à Oberhof, il remporte sa première victoire en Coupe du monde sur le sprint. À cette occasion, il interrompt la domination sans partage de Johannes Thingnes Bø (six victoires) et de Martin Fourcade (deux victoires) qui étaient les seuls à s'être imposés depuis le début de la saison. À la faveur d'un zéro faute et du 2e temps à ski derrière Bø qui commet une erreur au tir, il devance ce dernier de 25 secondes au terme des 10 km.
Après avoir obtenu une médaille d'argent aux Mondiaux d'Östersund en sprint, il finit deuxième du classement général de la Coupe du monde 2018-2019 derrière Johannes Bø.
Après un bon début de saison, signant notamment deux podiums en sprint et en poursuite en décembre 2019 à Hochfilzen, il brille lors des Championnats du monde 2020 à Antholz-Anterselva où il obtient le titre mondial du sprint grâce à un sans faute au tir, puis la médaille de bronze de la poursuite. Il termine la saison 2019-2020 à la septième place du classement général de la Coupe du monde.
Lors de la saison 2020-2021, il est de nouveau vainqueur à Anterselva, cette fois dans le format de l'individuel. Aux Championnats du monde 2021, il est médaillé uniquement avec le relais masculin, décrochant le bronze.
Le 7 janvier 2022, le Russe s'impose sur le sprint à Oberhof grâce à un 9 sur 10 au tir, malgré des conditions rendues compliquées par la neige et le vent. Il signe ainsi la quatrième victoire de sa carrière en Coupe du monde, la troisième en sprint. Le lendemain, il est en route pour une nouvelle victoire sur la poursuite mais craque complètement lors du dernier tir debout en commettant trois fautes, terminant finalement cinquième de la course. Aux Jeux Olympiques de Pékin en février, il décroche la médaille de bronze du relais mixte avec ses coéquipiers Eduard Latypov, Uliana Nigmatullina et Kristina Reztsova, derrière les équipes de Norvège et de France.

## Vie privée
Il s'est marié avec la biathlète ukrainienne Mariya Kruchova.

## Palmarès

### Jeux olympiques d'hiver
| Édition / Épreuve | Individuel | Sprint | Poursuite | Mass start | Relais                              | Relais mixte                        |
| ----------------- | ---------- | ------ | --------- | ---------- | ----------------------------------- | ----------------------------------- |
| Sotchi 2014       | 30e DSQ    | —      | —         | —          | —                                   | —                                   |
| Pékin 2022        | 10e        | 38e    | 27e       | 15e        | Médaille de bronze, Jeux olympiques | Médaille de bronze, Jeux olympiques |

Légende :
- : première place, médaille d'or
- : deuxième place, médaille d'argent
- : troisième place, médaille de bronze
- — : non disputée par Loginov
- DSQ : disqualifié

### Championnats du monde
| Édition / Épreuve       | Individuel | Sprint                   | Poursuite                 | Mass start | Relais                    | Relais mixte              | Relais mixte simple              |
| ----------------------- | ---------- | ------------------------ | ------------------------- | ---------- | ------------------------- | ------------------------- | -------------------------------- |
| Hochfilzen 2017         | 72e        | —                        | —                         | —          | —                         | Médaille de bronze, monde | Épreuve inexistante à cette date |
| Östersund 2019          | 14e        | Médaille d'argent, monde | 14e                       | 4e         | Médaille de bronze, monde | 4e                        | —                                |
| Antholz-Anterselva 2020 | 15e        | Médaille d'or, monde     | Médaille de bronze, monde | —          | 4e                        | 6e                        | —                                |
| Pokljuka 2021           | 31e        | 26e                      | 16e                       | 9e         | Médaille de bronze, monde | 9e                        | —                                |

Légende :
- : première place, médaille d'or
- : deuxième place, médaille d'argent
- : troisième place, médaille de bronze
- — : non disputée par Loginov
- : pas d'épreuve

### Coupe du monde
- Meilleur classement général : 2e en 2019.
- 30 podiums (Championnats du monde et Jeux olympiques inclus) : 
  - 15 podiums individuels : 4 victoires, 5 deuxièmes places et 6 troisièmes places.
  - 12 podiums en relais : 3 victoires, 2 deuxièmes places et 7 troisièmes places.
  - 3 podiums en relais mixte : 1 victoire et 2 troisièmes places.

Dernière mise à jour le 15 février 2022

#### Détail des victoires
| Saison    | Individuel         | Sprint                            | Poursuite | Mass start | Total |
| 2018-2019 |                    | Oberhof                           |           |            | 1     |
| 2019-2020 |                    | Antholz-Anterselva (Ch. du monde) |           |            | 1     |
| 2020-2021 | Antholz-Anterselva |                                   |           |            | 1     |
| 2021-2022 |                    | Oberhof                           |           |            | 1     |
| Total     | 1                  | 3                                 |           |            | 4     |

Dernière mise à jour le 8 janvier 2022

#### Classements en Coupe du monde
| Saison    | Classement général final | Individuel           | Sprint               | Poursuite            | Mass start           |
| 2012-2013 | 46e                      |                      | 45e                  | 46e                  | 36e                  |
| 2013-2014 | Disqualifié (dopage)     | Disqualifié (dopage) | Disqualifié (dopage) | Disqualifié (dopage) | Disqualifié (dopage) |
|           | Deux ans de suspension   |                      |                      |                      |                      |
| 2016-2017 | 93e                      |                      | 89e                  | 75e                  |                      |
| 2017-2018 | 23e                      | 22e                  | 27e                  | 23e                  | 20e                  |
| 2018-2019 | 2e                       | 5e                   | 2e                   | 3e                   | 10e                  |
| 2019-2020 | 7e                       | 8e                   | 6e                   | 5e                   | 24e                  |
| 2020-2021 | 17e                      | 3e                   | 22e                  | 19e                  | 20e                  |
| 2021-2022 | 17e                      | 20e                  | 11e                  | 13e                  | 32e                  |

### Championnats d'Europe
- 13 médailles[9] :
  - 8 médailles d'or (individuel et poursuite en 2012, sprint, poursuite et individuel en 2013, individuel et poursuite en 2017 et poursuite en 2018).
  - 5 médailles d'argent : (sprint et relais mixte en 2012, sprint en 2017 et relais mixte et sprint en 2018).

### Championnats du monde junior
| Épreuve / Édition | Torsby 2010 | Nove Mesto 2011 | Kontiolahti 2012 | Obertilliach 2013 |
| Sprint            | 5e          | 3e              | 6e               | 1er               |
| Poursuite         | 4e          | 3e              | 3e               | 3e                |
| Individuel        |             | 9e              | 3e               | 1er               |
| Relais            | 1er         | 1er             | 3e               | 3e                |

### IBU Cup
- 2e du classement général en 2017.
- 15 podiums, dont 10 victoires.